# Сулягин, Владимир Сергеевич
Влади́мир Серге́евич Суля́гин (1942 год, г. Нижний Тагил) — российский художник, практик и теоретик искусства. Относит себя к представителям Московской интеллектуальной школы со стойким интересом к искусству разных эпох, в том числе к русской иконе. В творчестве прослеживается влияние идей авангарда, минимализма, конструктивизма, концептуализма. Около 20 лет занимается темой «изображения времени сегодня». Имеет две монографии (неизданные).

## Биография
Родился в 1942 году в Нижнем Тагиле, СССР. В 1963—1966 годах служил в советской армии. В 1967 году поступил в Московскую художественно-промышленную академию им. С. Г. Строганова. В 1972 году окончил «Строгановку» по специальности «Художественная керамика». Более 10 лет работал художником-монументалистом в художественном фонде РСФСР, создавая витражи и рельефы — росписи и мозаики для учреждений Москвы и области.

Специальность монументалиста наиболее широка и время обучения в «Строгановке» предлагало этот набор средств, материалов и технологий — это объявилось основанием следующего этапа жизни и главное — потребностью души
— Владимир Сулягин
С 1980 года занимается станковой живописью. С 1988 становится свободным художником. В 1989 принял участие в групповой выставке живописных работ «Русская душа» в Австрии. В 1990 году несколько объемных коллажей из дерева продаются на старейшем мировом аукционе искусств Dorotheum в Вене (Австрия).
В середине 1980-х работает в жанре коллажа и создает серию минималистичных портретов из бумаги, на них — поэты, писатели, художники, отечественные и зарубежные деятели культуры. В 1990 году, основанное Николаем Щукиным объединение «Русская коллекция» организовывает групповую выставку в Лондоне с участием работ художника. Заручившись поддержкой англичан годом позднее в Великобритании проходит серия персональных выставок «Писатели под Сталиным»: в лондонском Royal Festival Hall и Музее современного искусства в Оксфорде экспонируются коллажные работы Сулягина.

Из материала героической, почти детской простоты он создал нечто красноречивое, новое, наполненное выразительностью. Марина Цветаева превращается в сверкающую серебряную икону силы и бессмертия, серебряный образ поэта великого Серебряного Века. Здесь и остроумие, и стиль, и энергия. Большой серо-зеленый нос и причудливые очки Набокова, золотые глаза символиста Федора Сологуба, оранжевое ухо раздраженного Ивана Бунина и весело сияющие серебряные зубы лауреата Нобелевской премии, шахматиста-физика Петра Капицы, добавляют юмора и даже веселья к этой запоминающейся последовательности.
Оригинальный текст (англ.)materials, of a heroic, almost childlike simplicity ... he has created something eloquent and new and full of individual expression ... Marina Tsvetayeva is transformed into a glittering silver icon of power and immortality, a silver image for a poet of the great Silver Age ... Here is wit, style, energy. The splendid large grey-green nose and quizzical half-spectacles of Nabokov, the golden eyes of Symbolist Fyodor Sologub, the orange ear of bad-tempered Ivan Bunin and the large pipe and merrily shining silver teeth of Nobel-prize-winning, chess-playing nuclear physicist Piotr Kapitza add humor and even gaiety to this memorable sequence.
— Маргарет Дрэббл, писательница, биограф, критик
В 1992 году в Великобритании издается книга коллажных работ «Paper spirits: collage portraits by Vladimir Sulyagin» под редакторством Хилари Сперлинг, биографа Анри Матисса:

Владимир Сулягин вырос в мире теней — поэты, чьи имена никогда не упоминались, писатели, книги которых не публиковались, художники, чьих картин никто не видел. В течение многих лет он искал способ изображения тех лиц, которые не вписывались в формат советских бюстов и официальных портретов. В конце концов он начал вырезать их из оберточной бумаги — серой или коричневой, с вкраплениями черного, красного, серебряной фольги, стараясь ухватить дух, внутреннюю сущность людей, официально не существовавших, или тех, чей облик, как внешний, так и внутренний, был искажен и залакирован: Маяковский, Эйзенштейн, Достоевский, Ахматова, Сахаров, Мандельштам и многие, многие другие.
— Хилари Сперлинг, писательница, журналист, автор биографических книг
С 1980-х годов художник создает сборные книги рисунков и пространственно сложные книжные объекты из бумаги и картона. Книги высоко оценит английский писатель и коллекционер антикварных книг Колин Франклин:

Меня поразили книги Владимира Сулягина, художника, чьи коллажные портреты теперь выставляются и получили признание в Англии. Еще при Брежневе он начал делать книги из резанных кусков бумаги и картона, развивая разновидность техники коллажа, которая восходит к Матиссу и Малевичу.— Колин Франклин, коллекционер книг, писатель, библиограф
Позднее работы в жанре «книга художника» попадут в частные и музейные коллекции, включая Музей Гетти (Лос-Анджелес, США) и ГМИИ им. А. С. Пушкина.

Текст присутствует [в книгах Сулягина] на уровне знака, буквы. В них нет границы между текстом и изображением, все визуальные знаки вовлекаются в бесконечную игру, в которой отсылка к реальности становится практически невозможной.— Анна Чудецкая, искусствовед, историк искусства; с.н.с. отдела личных коллекций ГМИИ им.А.С.Пушкина
В 1996 году участвует в конкурсе ООН среди российских художников «Моя Россия… Мой мир». Коллажная работа Сулягина «Родительская суббота» занимает второй место. Однако из-за финансовых и организационных проблем ООН отменяет выставку лучших работ в Нью-Йорке.
В 1997 году становится сценографом для спектакля режиссера Владимира Мирзоева по пьесе Михаила Угарова «Голуби».
С 1998 года Сулягин экспериментирует с изображением пространства и времени на плоскости. В новых живописных и графических работах художник ищет «тотальную сущность времени как формы». В течение последующих двенадцати лет эта идея развивается в рукописных книгах «ARTEPICA»: теоретических трудов о перспективе, пространстве, времени, и «эпическом в искусстве». В них художник в образно-поэтических текстах, используя рисунки, фотографии и живописные работы объясняет и демонстрирует свои находки открывая искушенному читателю новую изобразительную перспективу. В тот же период создаются сборники фотографий и рисунков тушью в «эпическом» жанре, где художник продолжает применять найденные средства, а также рукописная монография «Цвет как форма» в которой Сулягин, опираясь на академические работы Иоганнеса Иттена по цвету, проводит параллельное исследование.
В 1999 году в ГМИИ им. А. С. Пушкина проходит групповая выставка «Книга художника. Россия. 1970—1990 годы», на которой экспонируются работы Сулягина. Сотрудничество с музеем продолжится в рамках групповых выставок «Коллаж в России. XX век» (2003) и «Последние поступления» (2005). Несколько работ художника передаются в коллекцию музея.
В 2007 году вновь проходит серия персональных выставок «Русская душа» в Австрии, экспозицию составляют живописные работы разных лет.
К 2010 году Сулягин приходит к собственному пониманию современной живописи через новую цветовую пару: «красный — как актуальное, золото — как таинственный символ вечности». Создаются серии работ в новом, для художника, стиле: «В напряженной действительности взять что-то, чтобы волновало почти абсурдной простотой и даже диковатой свежестью».
Участвует в книжной ярмарке BookExpo America 2012 в Нью-Йорке, в рамках групповой выставки «Экспериментальное искусство детской книжной иллюстрации в России (XX-XXI век)».
В 2012 году сотрудничает с московской галереей современного искусства «Azarnova Gallery & Projects».
В 2012 году коллекция Жоржа Мачере и Нади Волконской из 848 конвертов (созданные в 1980—2000-х годах художниками т. н. «Второго русского авангарда») передается в Государственный Эрмитаж. В коллекции 11 конвертов Владимира Сулягина.
С 2015 года сотрудничает с галереей 55Bellechasse (Франция), в Париже экспонируются живописные и коллажные работы художника. Галерея регулярно принимает участие в ярмарках современного искусства в Европе, США и России, включая международную ярмарку современного искусства Cosmoscow 2017 в Москве.

## Персональные выставки
- 2016 Персональная выставка «Лица». Галерея «55Bellechasse». Франция, Париж
- 2012 Персональная выставка «Иллюзии и вещи». Azarnova Gallery. Россия, Москва
- 2010 — 2011 Персональная выставка «Брутальный романтизм в офисном пространстве». Корпоративная художественная галерея компании Grant Thornton. Россия, Москва
- 2007 Персональная выставка «Русская душа». Галерея «Sensenwerk». Австрия, Дойчфайстриц
- 1996 Персональная выставка «Родительская суббота». Культурный центр «Феникс». Россия, Москва
- 1995 Персональная выставка «День Рождения». Культурный центр «Феникс». Россия, Москва
- 1992 — 2012 Персональная выставка «Живопись, коллаж, книги». Галерея «East — West». Великобритания, Лондон
- 1992 Персональная выставка «Писатели под Сталиным». Литературный фестиваль. Великобритания, Челтенхем
- 1992 Персональная выставка «Писатели под Сталиным». Музей современного искусства. Великобритания, Оксфорд
- 1991 Персональная выставка «Писатели под Сталиным». В рамках мероприятия «Русская Весна». Royal Festival Hall, Великобритания, Лондон

## Групповые выставки
- 2019 Групповая выставка «FRAME Art Fair Paris». Галерея-организатор «55Bellechasse». Франция, Париж
- 2017 Ярмарка современного искусства «Scope New York». Участие от галереи «55Bellechasse» (Франция). США, Нью-Йорк
- 2017 Ярмарка современного искусства «Cosmoscow». Участие от галереи «55Bellechasse» (Франция). Гостиный Двор. Россия, Москва
- 2017 Групповая выставка «Блинные облака». Седьмая Московская биеннале современного искусства, параллельная программа. Галерея «КИНО». Россия, Москва
- 2016 Групповая выставка «Дуэт и диалог мастеров. Янош Кальмар и Владимир Сулягин». Галерея «55Bellechasse». Франция, Париж
- 2012 Групповая выставка «Экспериментальное искусство детской книжной иллюстрации в России (XX-XXI век)». Книжная ярмарка BookExpo America. США, Нью-Йорк
- 2012 Групповая выставка «Диалоги. Михаил Молочников и Владимир Сулягин». Центральный дом художника. Россия, Москва
- 2005 Групповая выставка «Последние поступления». ГМИИ им. А. С. Пушкина. Россия, Москва
- 2003 Групповая выставка «Коллаж в России». ГМИИ им. А. С. Пушкина. Россия, Москва
- 1999 Групповая выставка «Книга художника. Россия. 1970—1990 годы». ГМИИ им. А. С. Пушкина. Россия, Москва
- 1998 Групповая выставка «Поэзия и фотография». Галерея «А3». Россия, Москва
- 1997 Групповая выставка «Герой нашего времени». Культурный центр «Феникс». Россия, Москва
- 1995 Групповая выставка «Карнавал». Галерея «Нина». Центральный дом художника. Россия, Москва
- 1995 Групповая выставка «Книжный сад, современные художники книги». Библиотека Джона Райландса. Великобритания, Манчестер
- 1994 Групповая выставка «Книги как наркотики». Германия, Гамбург
- 1994 Третья международная выставка книги художника и гравюры. Германия, Лейпциг
- 1993 Групповая выставка «Adresse Provisoire». Современное искусство России. Музей почты. Франция, Париж
- 1993 Групповая выставка «Русская и советская книга художника. 1910—1993». Франция, Юзерш
- 1993 Групповая выставка «Театр бумаг — II». Музей Анны Ахматовой в Фонтанном Доме. Россия, Санкт-Петербург
- 1992 Групповая выставка «Театр бумаг». Музей Анны Ахматовой в Фонтанном Доме. Россия, Санкт-Петербург
- 1989 Групповая выставка «Русская душа». Австрия, Грац
- 1989 Групповая выставка «Коллекция '89». Дом советской культуры и науки. Финляндия, Хельсинки
- 1987 Групповая выставка «Этюды о книгах». Центральный дом работников искусств. СССР, Москва

## Работы в коллекциях
- Государственный музей изобразительных искусств имени А. С. Пушкина. Россия, Москва
- Государственный Эрмитаж. Россия, Санкт-Петербург
- Музей Гетти. США, Лос-Анджелес
- Галерея «East — West». Великобритания, Лондон
- Фонд «Lyrik Kabinett». Германия, Мюнхен
- Галерея «КИНО». Россия, Москва

И в других частных коллекциях.